# Grewia umbellifera
Grewia umbellifera là một loài thực vật có hoa trong họ Cẩm quỳ. Loài này được Bedd. mô tả khoa học đầu tiên năm 1870.